# 수단 중앙은행
수단 중앙은행(아랍어: بنك السودان المركزي, 영어: Central Bank of Sudan, 약칭: CBOS)은 수단의 중앙은행이다. 이 은행은 수단이 독립한 지 4년 후인 1960년에 설립되었고, 수도 하르툼에 위치해 있다.

## 역사
1956년 수단이 독립했을 때 중앙은행 설립이 우선이었다. 미국 연방준비제도의 전문가들로 구성된 3인 위원회는 수단 정부 및 금융 전문가들과 협력하여 1959년 수단 은행법을 제정했고, 1960년 수단 은행이 운영을 시작했다. 이 은행을 설립하기 위해 수단 정부는 이집트 국립은행의 수단 영업소(약 7개 지점)를 국유화해 수단 통화위원회와 결합했다.
동전의 주조와 지폐 발행, 대내외 회계 관리, 통화정책과 금리 책정 등 중앙은행의 정상 업무 외에 이슬람 은행 육성을 책임지는 것도 수단 중앙은행이다.
1984년 수단이 이슬람 율법(샤리아)을 도입한 후, 은행과 금융 산업은 샤리아를 준수하기 위해 관행을 바꾸었다. 1993년 정부는 이슬람 원리와의 금융 관행의 호환성을 보장하기 위해 샤리아 고등 감독 위원회(SHSB)를 설립했다. SHSB를 준수하여, 정부는 더 이상 국고 지폐와 국채를 팔지 않고, 대신에, 은행은 이슬람 금융원리에 부합하는 "금융 증명서"를 판매한다.

## 금융 포함
은행은 금융 포함을 촉진하기 위한 정책 개발에 참여하고 있으며 금융 포함 동맹의 회원이다.

## 같이 보기
- 수단 파운드
- 수단의 경제